# Про чудака лягушонка
«Про чудака лягушонка» — советский короткометражный рисованный мультфильм. По сказке Геннадия Цыферова.
Первый из трёх сюжетов мультипликационного альманаха «Весёлая карусель» № 4.

## Сюжет
Мультфильм про любопытную рыжую корову, которая задавала вопросы весёлому лягушонку.

## Съёмочная группа
| режиссёр и художник | Валерий Угаров                                              |
| композитор          | Альфред Шнитке                                              |
| оператор            | Михаил Друян                                                |
| актёры              | Людмила Шапошникова — Корова, Мария Виноградова — Лягушонок |
| звукооператор       | Владимир Кутузов                                            |

## О мультфильме
Валерий Угаров… Его режиссёрский дебют состоялся в третьем выпуске сборника «Весёлая карусель» (1971) — он снял сюжет «Разгром» по стихотворению Эдуарда Успенского. Тема беспорядка, весёлого разгрома, озорства, непоседливости возникает и в следующих его «карусельных» сюжетах — «Про чудака-лягушонка», «Не про тебя ли этот фильм?».— Сергей Капков